# Sumpfmoor Dose
Das Sumpfmoor Dose ist ein ehemaliges Naturschutzgebiet in den niedersächsischen Gemeinden Friedeburg im Landkreis Wittmund und Schortens im Landkreis Friesland.
Das ehemalige Naturschutzgebiet mit dem Kennzeichen NSG WE 154 war 43 Hektar groß. Davon entfielen 32 Hektar auf den Landkreis Wittmund und 11 Hektar auf den Landkreis Friesland. Das ehemalige Naturschutzgebiet ist Teil des FFH-Gebietes „Upjever und Sumpfmoor Dose“. Das Gebiet stand seit dem 22. Dezember 1984 unter Naturschutz. Zum 1. Februar 2019 ging es im neu ausgewiesenen Naturschutzgebiet „Upjever und Sumpfmoor Dose“ auf. Zuständige untere Naturschutzbehörden waren die Landkreise Wittmund und Friesland.
Das ehemalige Naturschutzgebiet wird von einem abgetorften Hochmoor gebildet und ist heute weitgehend mit Birkenmoorwald bewachsen. In aufgegebenen Torfstichen und tiefer liegenden Bereichen hat nach der Wiedervernässung erneutes Moorwachstum eingesetzt.